# 小蕈蟲科
小蕈蟲科（Mycetophagidae），又稱小蕈甲科，英文俗名為「hairy fungus beetles」，為鞘翅目多食亞目擬步行蟲總科裡的一個科。依種類而異，其體長介於1~6.5mm。本科的成幼蟲有的生長於腐葉堆，有些與真菌為伍，有些則生活在樹皮下。大部分的種類以真菌為主食。全世界共有18個屬，將近200個種類。

## 外部連結
- 維基物種上的相關：小蕈蟲科